# トリトクアリン
トリトクアリン(Tritoqualine)は、ヒスチジン脱炭酸酵素の阻害剤である。この性質を利用して、蕁麻疹やアレルギー性鼻炎を治療するための抗ヒスタミン薬として用いられる。副作用は知られていない。ヒポスタミン(hypostamine)とも呼ばれる。